# Quân hàm quân đội Liên Xô 1940-1943
Quân hàm Hồng quân và Hồng Hải quân từ năm 1940 đến 1943 được đặc trưng bởi những cải cách liên tục đối với các lực lượng vũ trang Liên Xô trong giai đoạn ngay trước Chiến dịch Barbarossa và cuộc chiến vệ quốc vĩ đại sau đó. Sự nghi ngờ Liên Xô về quân hàm như một hệ thống tư sản vẫn còn, nhưng kinh nghiệm ngày càng tăng lực lượng Liên Xô và sự gia tăng lớn quân nhân đều đóng vai trò quan trọng, bao gồm việc tạo ra một số cấp bậc sĩ quan mới và ban hành lại các cấp bậc và xếp hạng hạ sĩ quan.

## Những thay đổi quân hàm và cấp hiệu

### Bộ Tư lệnh Tối cao

#### Tướng và Đô đốc
Các cấp bậc Tướng và Đô đốc trong Hồng quân được ban hành vào ngày 7 tháng 5 năm 1940 bởi các Nghị định Đoàn Chủ tịch Xô viết Tối cao Liên Xô "Về việc thiết lập các cấp bậc quân hàm chỉ huy cấp cao Hồng quân" và "Về việc thành lập các cấp bậc quân hàm chỉ huy cấp cao Hồng Hải quân".
Vào ngày 8 và 11 tháng 5 năm 1940, các Lệnh Đoàn chủ tịch Xô viết Tối cao Liên Xô đã được công bố bằng các Lệnh Bộ Dân ủy Quốc phòng Liên Xô số 112 và Bộ Dân ủy Hải quân Liên Xô số 233 tương ứng.
Theo các lệnh này, các cấp bậc quân sự các sĩ quan chỉ huy cấp cao Hồng quân và Hồng Hải quân Liên Xô đã được ban hành:
| Lục quân            | Tư lệnh Binh chủng     | Tư lệnh Binh chủng                        | Tư lệnh Binh chủng   | Tư lệnh Binh chủng     | Tư lệnh Binh chủng     | Tư lệnh Binh chủng                                        | Hồng Hải quân        | Hậu cần               | Duyên hải              | Kỹ thuật Hải quân    |
| Lục quân            | Pháo binh              | Không quân (gồm Hàng không Hồng Hải quân) | Binh chủng Xe tăng   | Binh chủng Thông tin   | Binh chủng Công binh   | Binh chủng Kỹ thuật (hóa chất, đường sắt, ô tô, trắc địa) | Hồng Hải quân        | Hậu cần               | Duyên hải              | Kỹ thuật Hải quân    |
| Cấp cao             | Cấp cao                | Cấp cao                                   | Cấp cao              | Cấp cao                | Cấp cao                | Cấp cao                                                   | Cấp cao              | Cấp cao               | Cấp cao                | Cấp cao              |
| ------------------- | ---------------------- | ----------------------------------------- | -------------------- | ---------------------- | ---------------------- | --------------------------------------------------------- | -------------------- | --------------------- | ---------------------- | -------------------- |
| Nguyên soái Liên Xô | Không có tương đương   | Không có tương đương                      | Không có tương đương | Không có tương đương   | Không có tương đương   | Không có tương đương                                      | Không có tương đương | Không có tương đương  | Không có tương đương   | Không có tương đương |
| Đại tướng           | Không có tương đương   | Không có tương đương                      | Không có tương đương | Không có tương đương   | Không có tương đương   | Không có tương đương                                      | Đô đốc hạm đội       | Không có tương đương  | Không có tương đương   | Không có tương đương |
| Thượng tướng        | Thượng tướng Pháo binh | Thượng tướng Không quân                   | Thượng tướng Xe tăng | Thượng tướng Thông tin | Thượng tướng Công binh | Thượng tướng Kỹ thuật                                     | Đô đốc               | Thượng tướng Quân nhu | Thượng tướng Duyên hải | Kỹ sư Đô đốc         |
| Trung tướng         | Trung tướng Pháo binh  | Trung tướng Không quân                    | Trung tướng Xe tăng  | Trung tướng Thông tin  | Trung tướng Công binh  | Trung tướng Kỹ thuật                                      | Phó Đô đốc           | Trung tướng Quân nhu  | Trung tướng Duyên hải  | Kỹ sư Phó Đô đốc     |
| Thiếu tướng         | Thiếu tướng Pháo binh  | Thiếu tướng Không quân                    | Thiếu tướng Xe tăng  | Thiếu tướng Thông tin  | Thiếu tướng Công binh  | Thiếu tướng Kỹ thuật                                      | Chuẩn Đô đốc         | Thiếu tướng Quân nhu  | Thiếu tướng Duyên hải  | Kỹ sư Chuẩn Đô đốc   |

Các bài viết trên các báo tháng 5 và tháng 6 năm 1940 đã nhấn mạnh tầm quan trọng và quyền hạn cấp tướng và đô đốc Liên Xô, ghi nhận trách nhiệm và vai trò của những người mang cấp bậc này trước đất nước và lịch sử:

Các tướng chuẩn bị chiến đấu và lãnh đạo lực lượng vũ trang của nhân dân ra mặt trận trận. Trên chiến trường, họ thực hiện học thuyết quân sự Liên Xô.
— báo "Sao đỏ", ngày 5/6/1940

Sinh mạng hàng nghìn, hàng vạn chiến sĩ được giao cho những sĩ quan tối cao. Những người chỉ đạo trận chiến và vận hành tốt nhất các lực lượng và trang thiết bị sẵn có. Những người chịu trách nhiệm về kết quả trận chiến, về sự thất bại quyết định của kẻ thù. Một khối nhân dân khổng lồ, toàn bộ cơ quan mạnh mẽ chiến tranh hiện đại phải kiên quyết tuân theo ý chí người sĩ quan tối cao, thực hiện linh hoạt chính xác các mệnh lệnh và quyết định của họ.
— báo "Sao đỏ", ngày 9/5/1940, bài "Các tướng lĩnh Hồng quân"
Vào ngày 06/04/1940, Hội đồng Dân ủy Liên Xô, theo sự trình bày ủy ban chính phủ được thành lập đặc biệt, đã phong quân hàm cấp tướng cho 556 sĩ quan đứng đầu Hồng quân và 116 chỉ huy đứng đầu Hồng Hải quân.
Các đại tướng đầu tiên Quân đội Liên Xô là Georgy Konstantinovich Zhukov, Kirill Afanasyevich Meretskov và Ivan Vladimirovich Tyulenev; trước khi chiến tranh bắt đầu, bổ sung lực lượng “bảo vệ biên giới Liên Xô” gồm Iosif Rodionovich Apanasenko (Tư lệnh Phương diện quân Viễn Đông) và Dmitry Grigoryevich Pavlov (Tư lệnh Quân khu đặc biệt phía Tây) và một số Thượng tướng, Đô đốc khác. Tuy nhiên, trong vài tháng đầu tiên, các tướng lĩnh mới được phong quân hàm vẫn tiếp tục mặc đồng phục với cấp hiệu cũ. Cấp hiệu mới đã được phê chuẩn cùng với đồng phục mới các tướng lĩnh vào ngày 12-13 tháng 7 (Nghị quyết Bộ Chính trị và Hội đồng Dân ủy, Lệnh NKO 212). Vào tháng 8 năm 1941, sau khi chiến tranh nổ ra, cấp hiệu được thay thế bằng vải kaki, và những ngôi sao vàng được thay thế bằng những ngôi sao sơn màu xanh lá cây.

### Bộ chỉ huy
Vào ngày 1 tháng 9 năm 1939, Đoàn chủ tịch Xô viết Tối cao Liên Xô đã thông qua Luật nhiệm vụ quân sự và công tác quân sự. Luật đã thay đổi hệ thống cấp bậc quân hàm chỉ huy và chính trị viên, thiết lập các cấp bậc như Trung tá (подполковник) và Chính ủy tiểu đoàn cấp cao (старшего батальонного комиссара). Đây là lý do đầu tiên để thay đổi hệ thống cấp hiệu hiện có, lý do thứ hai là kết quả cuộc chiến với Phần Lan, cho thấy sự cần thiết phải tăng quyền hạn bộ chỉ huy và làm cho hình ảnh sĩ qyab chỉ huy được phân biệt đặc biệt với các sĩ quan khác.
Vào ngày 25 tháng 7 năm 1940, Bộ Chính trị đã xem xét vấn đề cấp hiệu mới. Theo quyết định Bộ Chính trị vào cùng ngày, Nghị định Hội đồng Dân ủy Liên Xô đã được thông qua, và vào ngày 26 tháng 7 - Lệnh Ủy viên Nhân dân Bộ Dân ủy Quốc phòng Liên Xô đã được ban hành. Theo các tài liệu này:
- cấp hiệu trên tay áo mới được ban hành với chữ V đỏ và vàng kết hợp với nhau;
- cấp hiệu đeo vai sĩ quan chỉ huy được làm bằng chỉ vàng;
- phù hiệu các quân binh chủng trên cấp hiệu quân nhân chính trị là bắt buộc;
- ban hành phù hiệu cho các sĩ quan chính trị (ngôi sao năm cánh) không thay đổi.

Sự gia tăng mạnh về quy mô các lực lượng vũ trang đã dẫn đến sự gia tăng về số lượng trong bộ chỉ huy Hồng quân và quân đội NKVD. Kết quả là, thiếu nguyên liệu vàng để mạ vàng 2% cho cấp hiệu và cấp hiệu tay áo. Vào đầu năm 1941, được phép mạ vàng 1% và cũng được sử dụng chỉ rẻ hơn từ lụa mạ vàng.
Vào tháng 1 năm 1941, trong thời chiến, các nhân viên chỉ huy được trang bị một chiếc áo vét-tông ca-pốt có cấp hiệu bằng vải kaki, phù hiệu bằng đồng quân binh chủng, "hình khối" và "tà vẹt" màu, cũng như cấp hiệu trên tay áo.
Vào tháng 8 năm 1941, tất cả các cấp hiệu có màu đều bị bãi bỏ trong quân đội. Kể từ mùa thu năm 1941, tất cả các hình "tà vẹt", "khối" và "thoi" có màu xanh lục đều được sản xuất tập trung, tuy nhiên, cấp hiệu tạm thời tự chế thường được sử dụng, bao gồm các phương pháp nhuộm màu nền cấp hiệu và phù hiệu quân binh chủng.
Cấp hiệu ở cổ tay áo không thay đổi.

## Cấp hiệu

### Cấp hiệu sĩ quan và hạ sĩ quan Hồng quân và Hồng Hải quân đầu năm 1941

#### Lục quân và Không quân
| Lục quân và Không quân                                     | Lục quân và Không quân                                                              | Lục quân và Không quân                                                              | Lục quân và Không quân     | Lục quân và Không quân                 | Lục quân và Không quân |
| Cấp bậc quân hàm                                           | Cấp bậc quân hàm                                                                    | Cấp bậc quân hàm                                                                    | Cấp hiệu                   | Cấp hiệu                               | Cấp hiệu               |
| Cấp bậc quân hàm                                           | Cấp bậc quân hàm                                                                    | Cấp bậc quân hàm                                                                    | Cấp hiệu                   | Cấp hiệu                               | Cấp hiệu tay áo        |
| Cấp bậc quân hàm                                           | Cấp bậc quân hàm                                                                    | Cấp bậc quân hàm                                                                    | Áo choàng và áo khoác bông | Áo đại cán, áo choàng và áo khoác bông | Cấp hiệu tay áo        |
| Binh sĩ                                                    | Binh sĩ                                                                             | Binh sĩ                                                                             | Binh sĩ                    | Binh sĩ                                | Binh sĩ                |
| ---------------------------------------------------------- | ----------------------------------------------------------------------------------- | ----------------------------------------------------------------------------------- | -------------------------- | -------------------------------------- | ---------------------- |
| Lính Hồng quân Красноармеец                                | Lính Hồng quân Красноармеец                                                         | Lính Hồng quân Красноармеец                                                         |                            |                                        | Không có               |
| Binh nhất Ефрейтор                                         |                                                                                     |                                                                                     |                            |                                        | Không có               |
| Hạ sĩ quan và Thủ trưởng sơ cấp                            |                                                                                     |                                                                                     |                            |                                        |                        |
| Hạ sĩ Младший сержант                                      | Hạ sĩ Младший сержант                                                               | Hạ sĩ Младший сержант                                                               |                            |                                        | Không có               |
| Trung sĩ Сержант                                           |                                                                                     |                                                                                     |                            |                                        | Không có               |
| Thượng sĩ Старший сержант                                  |                                                                                     |                                                                                     |                            |                                        | Không có               |
| Chuẩn úy Старшина                                          |                                                                                     |                                                                                     |                            |                                        | Không có               |
| Sĩ quan Trung cấp                                          |                                                                                     |                                                                                     |                            |                                        |                        |
| Thiếu úy Младший лейтенант                                 | Thiếu úy Младший лейтенант                                                          | Thiếu úy Младший лейтенант                                                          | Младший лейтенант          |                                        |                        |
| Trung úy Лейтенант                                         |                                                                                     |                                                                                     |                            |                                        |                        |
| Thượng úy Старший лейтенант                                |                                                                                     |                                                                                     |                            |                                        |                        |
| Sĩ quan Thượng cấp                                         |                                                                                     |                                                                                     |                            |                                        |                        |
| Đại úy Капитан                                             |                                                                                     |                                                                                     |                            |                                        |                        |
| Thiếu tá Майор                                             |                                                                                     |                                                                                     |                            |                                        |                        |
| Trung tá Подполковник                                      |                                                                                     |                                                                                     |                            |                                        |                        |
| Đại tá Полковник                                           |                                                                                     |                                                                                     |                            |                                        |                        |
| Sĩ quan Cao cấp                                            |                                                                                     |                                                                                     |                            |                                        |                        |
| Thiếu tướng Генерал-майор                                  | Thiếu tướng Генерал-майор                                                           | Chung cho các binh chủng, Pháo binh, Xe tăng                                        |                            |                                        |                        |
| Thiếu tướng Генерал-майор                                  | Thiếu tướng Генерал-майор                                                           | Không quân                                                                          |                            |                                        | н-з                    |
| Thiếu tướng Генерал-майор                                  | Thiếu tướng Генерал-майор                                                           | Công binh, Thông tin, Kỹ thuật                                                      |                            |                                        | н-з                    |
| Trung tướng Генерал-лейтенант                              | Trung tướng Генерал-лейтенант                                                       | Chung cho các binh chủng, Pháo binh, Xe tăng                                        |                            |                                        |                        |
| Trung tướng Генерал-лейтенант                              | Trung tướng Генерал-лейтенант                                                       | Không quân                                                                          |                            |                                        | н-з                    |
| Trung tướng Генерал-лейтенант                              | Trung tướng Генерал-лейтенант                                                       | Công binh, Thông tin, Kỹ thuật                                                      |                            |                                        | н-з                    |
| Thượng tướng Генерал-полковник                             | Thượng tướng Генерал-полковник                                                      | Chung cho các binh chủng, Pháo binh, Xe tăng                                        |                            |                                        |                        |
| Thượng tướng Генерал-полковник                             | Thượng tướng Генерал-полковник                                                      | Không quân                                                                          |                            |                                        | н-з                    |
| Thượng tướng Генерал-полковник                             | Thượng tướng Генерал-полковник                                                      | Công binh, Thông tin, Kỹ thuật                                                      |                            |                                        | н-з                    |
| Đại tướng Генерал армии                                    |                                                                                     |                                                                                     |                            |                                        |                        |
| Nguyên soái Liên Xô Маршал Советского Союза                |                                                                                     |                                                                                     |                            |                                        |                        |
| Chính trị-quân sự Hồng quân                                |                                                                                     |                                                                                     |                            |                                        |                        |
| Cấp bậc quân hàm                                           | Cấp bậc quân hàm                                                                    | Cấp bậc quân hàm                                                                    | Cấp hiệu                   | Cấp hiệu                               | Cấp hiệu               |
| Cấp bậc quân hàm                                           | Cấp bậc quân hàm                                                                    | Cấp bậc quân hàm                                                                    | Cấp hiệu                   | Cấp hiệu                               | Cấp hiệu tay áo        |
| Cấp bậc quân hàm                                           | Cấp bậc quân hàm                                                                    | Cấp bậc quân hàm                                                                    | Áo choàng và áo khoác bông | Áo đại cán, áo choàng và áo khoác bông | Cấp hiệu tay áo        |
| Sĩ quan Sơ cấp                                             |                                                                                     |                                                                                     |                            |                                        |                        |
| Chức vụ quân sự                                            | Phó Chính trị viên Заместитель политрука (Trợ lý chính trị viên помощник политрука) | Phó Chính trị viên Заместитель политрука (Trợ lý chính trị viên помощник политрука) | центр                      | центр                                  |                        |
| Sĩ quan Trung cấp                                          |                                                                                     |                                                                                     |                            |                                        |                        |
| Chính trị viên Sơ cấp Младший политрук                     | Chính trị viên Sơ cấp Младший политрук                                              | Chính trị viên Sơ cấp Младший политрук                                              | центр                      | центр                                  |                        |
| Chính trị viên Политрук                                    | Chính trị viên Политрук                                                             | Chính trị viên Политрук                                                             | центр                      | центр                                  |                        |
| Sĩ quan Thượng cấp                                         |                                                                                     |                                                                                     |                            |                                        |                        |
| Chính trị viên Cao cấp Старший политрук                    | Chính trị viên Cao cấp Старший политрук                                             | Chính trị viên Cao cấp Старший политрук                                             | центр                      | центр                                  |                        |
| Chính ủy Tiểu đoàn Батальонный комиссар                    | Chính ủy Tiểu đoàn Батальонный комиссар                                             | Chính ủy Tiểu đoàn Батальонный комиссар                                             | центр                      | центр                                  |                        |
| Chính ủy tiểu đoàn Cao cấp Старший батальонный комиссар    | Chính ủy tiểu đoàn Cao cấp Старший батальонный комиссар                             | Chính ủy tiểu đoàn Cao cấp Старший батальонный комиссар                             | центр                      | центр                                  |                        |
| Chính ủy Trung đoàn Полковой комиссар                      | Chính ủy Trung đoàn Полковой комиссар                                               | Chính ủy Trung đoàn Полковой комиссар                                               | центр                      | центр                                  |                        |
| Sĩ quan Thượng cấp                                         |                                                                                     |                                                                                     |                            |                                        |                        |
| Chính ủy Lữ đoàn Бригадный комиссар                        |                                                                                     |                                                                                     |                            |                                        |                        |
| Chính ủy Sư đoàn Дивизионный комиссар                      |                                                                                     |                                                                                     |                            |                                        |                        |
| Chính ủy Quân đoàn Корпусной комиссар                      |                                                                                     |                                                                                     |                            |                                        |                        |
| Chính ủy Tập đoàn quân bậc 2 Армейский комиссар 2-го ранга |                                                                                     |                                                                                     |                            |                                        |                        |
| Chính ủy Tập đoàn quân bậc 1 Армейский комиссар 1-го ранга |                                                                                     |                                                                                     |                            |                                        |                        |

#### Hồng Hải quân
| Hồng Hải quân                                                                   | Hồng Hải quân                                                                       | Hồng Hải quân | Hồng Hải quân                                                                                | Hồng Hải quân            |
| Cấp bậc quân hàm                                                                | Cấp bậc quân hàm                                                                    | Cấp hiệu      | Cấp hiệu                                                                                     | Cấp hiệu                 |
| Cấp bậc quân hàm                                                                | Cấp bậc quân hàm                                                                    | Cấp hiệu      | Cấp hiệu tay áo                                                                              | Cấp hiệu tay áo          |
| Cấp bậc quân hàm                                                                | Cấp bậc quân hàm                                                                    | Cấp hiệu      | Áo ca-pốt, Áo khoác ngắn, áo Fla-nen và áo khoác thủy thủ, áo choàng không tay và Áo cổ đứng | Áo vét và áo cổ đứng lam |
| Binh sĩ                                                                         | Binh sĩ                                                                             | Binh sĩ       | Binh sĩ                                                                                      | Binh sĩ                  |
| ------------------------------------------------------------------------------- | ----------------------------------------------------------------------------------- | ------------- | -------------------------------------------------------------------------------------------- | ------------------------ |
| Thủy thủ Hải quân Краснофлотец                                                  | Thủy thủ Hải quân Краснофлотец                                                      | Không có      |                                                                                              | Không có                 |
| Thượng binh Hải quân Старший краснофлотец                                       |                                                                                     | Không có      |                                                                                              | Không có                 |
| Hạ sĩ quan và Sĩ quan Sơ cấp                                                    |                                                                                     |               |                                                                                              |                          |
| Hạ sĩ Hải quân bậc 2 Старшина 2-й статьи                                        | Hạ sĩ Hải quân bậc 2 Старшина 2-й статьи                                            | Không có      |                                                                                              | Không có                 |
| Hạ sĩ Hải quân bậc 1 Старшина 1-й статьи                                        |                                                                                     | Không có      |                                                                                              | Không có                 |
| Thượng sĩ Hải quân Главный старшина                                             |                                                                                     | Không có      |                                                                                              |                          |
| Chuẩn úy Hải quân Мичман                                                        |                                                                                     | Không có      |                                                                                              |                          |
| Sĩ quan Trung cấp                                                               |                                                                                     |               |                                                                                              |                          |
| Thiếu úy Младший лейтенант                                                      | Thiếu úy Младший лейтенант                                                          | Không có      |                                                                                              |                          |
| Trung úy Лейтенант                                                              |                                                                                     | Không có      |                                                                                              |                          |
| Thượng úy Старший лейтенант                                                     |                                                                                     | Không có      |                                                                                              |                          |
| Sĩ quan Thượng cấp                                                              |                                                                                     |               |                                                                                              |                          |
| Đại úy Hải quân Капитан-лейтенант                                               | Đại úy Hải quân Капитан-лейтенант                                                   | Không có      |                                                                                              |                          |
| Thuyền trưởng bậc 3 Капитан 3-го ранга                                          |                                                                                     | Không có      |                                                                                              |                          |
| Thuyền trưởng bậc 2 Капитан 2-го ранга                                          |                                                                                     | Không có      |                                                                                              |                          |
| Thuyền trưởng bậc 1 Капитан 1-го ранга                                          |                                                                                     | Không có      |                                                                                              |                          |
| Sĩ quan Cao cấp                                                                 |                                                                                     |               |                                                                                              |                          |
| Chuẩn Đô đốc Контр-адмирал                                                      | Chuẩn Đô đốc Контр-адмирал                                                          | Không có      |                                                                                              |                          |
| Phó Đô đốc Вице-адмирал                                                         |                                                                                     | Không có      |                                                                                              |                          |
| Đô đốc Адмирал                                                                  |                                                                                     | Không có      |                                                                                              |                          |
| Đô đốc Hạm đội Адмирал флота                                                    |                                                                                     | Không có      |                                                                                              |                          |
| Sĩ quan Cao cấp Hàng không Hải quân và Phòng thủ Bờ biển (Binh chủng)           |                                                                                     |               |                                                                                              |                          |
| Thiếu tướng Không quân/Duyên hải Генерал-майор авиации / береговой обороны      | Thiếu tướng Không quân/Duyên hải Генерал-майор авиации / береговой обороны          | Không có      |                                                                                              |                          |
| Trung tướng Không quân/Duyên hải Генерал-лейтенант авиации / береговой обороны  |                                                                                     | Không có      |                                                                                              |                          |
| Thượng tướng Không quân/Duyên hải Генерал-полковник авиации / береговой обороны |                                                                                     | Không có      |                                                                                              |                          |
| Chính trị quân sự Hồng Hải quân                                                 |                                                                                     | Không có      |                                                                                              |                          |
| Cấp bậc quân hàm                                                                | Cấp bậc quân hàm                                                                    | Cấp hiệu      | Cấp hiệu                                                                                     | Cấp hiệu                 |
| Cấp bậc quân hàm                                                                | Cấp bậc quân hàm                                                                    | Cấp hiệu      | Cấp hiệu tay áo                                                                              | Cấp hiệu tay áo          |
| Cấp bậc quân hàm                                                                | Cấp bậc quân hàm                                                                    | Cấp hiệu      | Áo ca-pốt, Áo khoác ngắn, áo Fla-nen và áo khoác thủy thủ, áo choàng không tay và Áo cổ đứng | Áo vét và áo cổ đứng lam |
| Sĩ quan Sơ cấp                                                                  |                                                                                     |               |                                                                                              |                          |
| Chức vụ quân sự                                                                 | Phó Chính trị viên Заместитель политрука (Trợ lý chính trị viên помощник политрука) | Không có      |                                                                                              |                          |
| Sĩ quan Trung cấp                                                               |                                                                                     |               |                                                                                              |                          |
| Chính trị viên Sơ cấp Младший политрук                                          | Chính trị viên Sơ cấp Младший политрук                                              | Không có      |                                                                                              |                          |
| Chính trị viên Политрук                                                         |                                                                                     | Không có      |                                                                                              |                          |
| Sĩ quan Thượng cấp                                                              |                                                                                     |               |                                                                                              |                          |
| Chính trị viên Cao cấp Старший политрук]]                                       | Chính trị viên Cao cấp Старший политрук]]                                           | Không có      |                                                                                              |                          |
| Chính ủy Tiểu đoàn Батальонный комиссар                                         |                                                                                     | Không có      |                                                                                              |                          |
| Chính ủy Trung đoàn Полковой комиссар                                           |                                                                                     | Không có      |                                                                                              |                          |
| Sĩ quan Cao cấp                                                                 |                                                                                     |               |                                                                                              |                          |
| Chính ủy Lữ đoàn Бригадный комиссар                                             | Chính ủy Lữ đoàn Бригадный комиссар                                                 | Không có      |                                                                                              |                          |
| Chính ủy Sư đoàn Дивизионный комиссар                                           |                                                                                     | Không có      |                                                                                              |                          |
| Chính ủy Quân đoàn Корпусной комиссар                                           |                                                                                     | Không có      |                                                                                              |                          |
| Chính ủy Tập đoàn quân bậc 2 Армейский комиссар 2-го ранга                      |                                                                                     | Không có      |                                                                                              |                          |
| Chính ủy Tập đoàn quân bậc 1 Армейский комиссар 1-го ранга                      |                                                                                     | Không có      |                                                                                              |                          |

#### Sĩ quan tham mưu (ngoại trừ chính trị quân sự), sĩ quan Cao cấp Binh chủng Hồng quân và Hồng Hải quân, và Kỹ sư Hải quân Liên Xô vào đầu năm 1941
Các quân nhân thuộc sĩ quan tham mưu quân sự phục vụ cơ cấu kinh tế-quân sự cấp cao Hồng quân và Hồng Hải quân, cũng như các kỹ sư phục vụ tàu biển Hải quân, sớm hơn một chút - vào ngày 7 tháng 5 năm 1940, đã được phân loại là sĩ quan tham mưu, theo đó các cấp bậc quân sự mới tương tự như các cấp bậc quân sự khác của sĩ quan tham mưu đã được thiết lập. Những quân nhân có quân hàm từ năm 1935 đến năm 1940 phải được chứng nhận cấp quân hàm mới; những người không được chứng nhận vì lý do này hay lý do khác bị loại khỏi hàng ngũ quân đội trước đây. Các nhân viên kỹ thuật Lực lượng Duyên hải vẫn giữ các cấp bậc quân sự cũ.
| Kỹ thuật-quân sự, Kinh tế và hành chính-quân sự, Quân y, Thú y-quân sự, Quân pháp Hồng quân và Hồng Hải quân | Cấp hiệu                                            | Cấp hiệu                                            | Cấp hiệu          | Cấp hiệu                                                    | Cấp hiệu                                                    | Cấp hiệu | Cấp hiệu                                                                             | Cấp hiệu                                             |  |
| Kỹ thuật-quân sự, Kinh tế và hành chính-quân sự, Quân y, Thú y-quân sự, Quân pháp Hồng quân và Hồng Hải quân | Hồng quân                                           | Hồng quân                                           | Hồng quân         | Hồng quân                                                   | Hồng Hải quân                                               | Hồng Hải quân | Hồng Hải quân                                                                        | Hồng Hải quân                                        |  |
| Kỹ thuật-quân sự, Kinh tế và hành chính-quân sự, Quân y, Thú y-quân sự, Quân pháp Hồng quân và Hồng Hải quân | Cấp hiệu (màu cấp hiệu, phù hiệu - theo binh chủng) | Cấp hiệu (màu cấp hiệu, phù hiệu - theo binh chủng) | Cấp hiệu tay áo   | Sĩ quan Cao cấp Hậu cần                                     | Sĩ quan Cao cấp Hậu cần                                     | Cấp hiệu tay áo (màu vạch và ngôi sao, khoảng cách thanh - theo binh chủng)                                                    | Cấp hiệu tay áo (màu vạch và ngôi sao, khoảng cách thanh - theo binh chủng)          | Kỹ sư Tàu biển                                       |  |
| Cấp bậc quân hàm                                                                                             | Áo ca-pốt                                           | Áo đại cán, Áo va-rơ và áo khoác len chần bông      | Cấp hiệu tay áo   | Cấp bậc quân hàm                                            | Cấp bậc quân hàm                                            | Kỹ thuật, kinh tế và hành chính, quân y thú y, quân pháp: Áo ca-pốt, áo bành-tô và áo cổ cứng trắng / Áo vét và áo cổ cứng lam | Kỹ sư Tàu biển: Áo ca-pốt, áo bành-tô và áo cổ cứng trắng / Áo vét và áo cổ cứng lam | Cấp bậc quân hàm                                     |  |
| Sĩ quan Trung cấp                                                                                            | Sĩ quan Trung cấp                                   | Sĩ quan Trung cấp                                   | Sĩ quan Trung cấp | Sĩ quan Trung cấp                                           | Sĩ quan Trung cấp                                           | Sĩ quan Trung cấp | Sĩ quan Trung cấp                                                                    | Sĩ quan Trung cấp                                    |  |
| --- | --------------------------------------------------- | --------------------------------------------------- | ----------------- | ----------------------------------------------------------- | ----------------------------------------------------------- | --- | ------------------------------------------------------------------------------------ | ---------------------------------------------------- |  |
| Kỹ thuật viên Quân sự Sơ cấp Младший воентехник                                                              |                                                     |                                                     | Không có          |                                                             |                                                             | |                                                                                      | Trung úy Kỹ thuật Sơ cấp Младший инженер-лейтенант   |  |
| |                                                     |                                                     | Không có          |                                                             |                                                             | |                                                                                      |                                                      |  |
| Kỹ thuật viên bậc 2 Воентехник 2-го ранга                                                                    | -------------------                                 |                                                     | Không có          |                                                             |                                                             | Kỹ thuật viên Quân nhu bậc 2 Техник-интендант 2 р.                                                                             |                                                                                      | Trung úy Kỹ thuật Инженер-лейтенант                  |  |
| Kỹ thuật viên Quân nhu bậc 2 Техник-интендант 2-го ранга                                                     | -------------------                                 |                                                     | Không có          |                                                             |                                                             | Kỹ thuật viên Quân nhu bậc 2 Техник-интендант 2 р.                                                                             |                                                                                      | Trung úy Kỹ thuật Инженер-лейтенант                  |  |
| Trợ lý Quân y Военфельдшер                                                                                   | -------------------                                 |                                                     | Không có          |                                                             |                                                             | Kỹ thuật viên Quân nhu bậc 2 Техник-интендант 2 р.                                                                             |                                                                                      | Trung úy Kỹ thuật Инженер-лейтенант                  |  |
| Trợ lý Thú y Quân sự Военветфельдшер                                                                         | -------------------                                 |                                                     | Không có          |                                                             |                                                             | Kỹ thuật viên Quân nhu bậc 2 Техник-интендант 2 р.                                                                             |                                                                                      | Trung úy Kỹ thuật Инженер-лейтенант                  |  |
| Quân pháp viên sơ cấp Младший военный юрист                                                                  | -------------------                                 |                                                     | Không có          |                                                             |                                                             | Kỹ thuật viên Quân nhu bậc 2 Техник-интендант 2 р.                                                                             |                                                                                      | Trung úy Kỹ thuật Инженер-лейтенант                  |  |
| |                                                     |                                                     | Không có          |                                                             |                                                             | |                                                                                      |                                                      |  |
| Kỹ thuật viên bậc 1 Воентехник 1-го ранга                                                                    |                                                     |                                                     | Không có          |                                                             |                                                             | Trợ lý Quân y Cao cấp Старший военфельдшер                                                                                     |                                                                                      | Thượng úy Kỹ thuật Старший инженер-лейтенант         |  |
| Kỹ thuật viên Quân nhu bậc 1 Техник-интендант 1-го ранга                                                     |                                                     |                                                     | Không có          |                                                             |                                                             | Trợ lý Quân y Cao cấp Старший военфельдшер                                                                                     |                                                                                      | Thượng úy Kỹ thuật Старший инженер-лейтенант         |  |
| Trợ lý Quân y Cao cấp Старший военфельдшер                                                                   |                                                     |                                                     | Không có          |                                                             |                                                             | Trợ lý Quân y Cao cấp Старший военфельдшер                                                                                     |                                                                                      | Thượng úy Kỹ thuật Старший инженер-лейтенант         |  |
| Trợ lý Thú y Quân sự Cao cấp Старший военветфельдшер                                                         |                                                     |                                                     | Không có          |                                                             |                                                             | Trợ lý Quân y Cao cấp Старший военфельдшер                                                                                     |                                                                                      | Thượng úy Kỹ thuật Старший инженер-лейтенант         |  |
| Quân pháp viên Военный юрист                                                                                 |                                                     |                                                     | Không có          |                                                             |                                                             | Trợ lý Quân y Cao cấp Старший военфельдшер                                                                                     |                                                                                      | Thượng úy Kỹ thuật Старший инженер-лейтенант         |  |
| Sĩ quan Thượng cấp                                                                                           |                                                     |                                                     |                   |                                                             |                                                             | |                                                                                      |                                                      |  |
| Kỹ sư Quân sự bậc 3 Военинженер 3-го ранга                                                                   |                                                     |                                                     | Không có          |                                                             |                                                             | Quân pháp viên bậc 3 Военюрист 3 р.                                                                                            |                                                                                      | Thuyền trưởng Kỹ sư Инженер-капитан-лейтенант        |  |
| Quân nhu viên bậc 3 Интендант 3-го ранга                                                                     |                                                     |                                                     | Không có          |                                                             |                                                             | Quân pháp viên bậc 3 Военюрист 3 р.                                                                                            |                                                                                      | Thuyền trưởng Kỹ sư Инженер-капитан-лейтенант        |  |
| Quân y viên bậc 3 Военврач 3-го ранга                                                                        |                                                     |                                                     | Không có          |                                                             |                                                             | Quân pháp viên bậc 3 Военюрист 3 р.                                                                                            |                                                                                      | Thuyền trưởng Kỹ sư Инженер-капитан-лейтенант        |  |
| Thú y Quân sự viên bậc 3 Военветврач 3-го ранга                                                              |                                                     |                                                     | Không có          |                                                             |                                                             | Quân pháp viên bậc 3 Военюрист 3 р.                                                                                            |                                                                                      | Thuyền trưởng Kỹ sư Инженер-капитан-лейтенант        |  |
| Quân pháp viên bậc 3 Военный юрист 3-го ранга                                                                |                                                     |                                                     | Không có          |                                                             |                                                             | Quân pháp viên bậc 3 Военюрист 3 р.                                                                                            |                                                                                      | Thuyền trưởng Kỹ sư Инженер-капитан-лейтенант        |  |
| |                                                     |                                                     | Không có          |                                                             |                                                             | |                                                                                      |                                                      |  |
| Kỹ sư Quân sự bậc 2 Военинженер 2-го ранга                                                                   |                                                     |                                                     | Không có          |                                                             |                                                             | Kỹ sư Quân sự bậc 2 Военинженер 2-го ранга                                                                                     |                                                                                      | Thuyền trưởng Kỹ sư bậc 3 Инженер-капитан 3-го ранга |  |
| Quân nhu viên bậc 2 Интендант 2-го ранга                                                                     |                                                     |                                                     | Không có          |                                                             |                                                             | Kỹ sư Quân sự bậc 2 Военинженер 2-го ранга                                                                                     |                                                                                      | Thuyền trưởng Kỹ sư bậc 3 Инженер-капитан 3-го ранга |  |
| Quân y viên bậc 2 Военврач 2-го ранга                                                                        |                                                     |                                                     | Không có          |                                                             |                                                             | Kỹ sư Quân sự bậc 2 Военинженер 2-го ранга                                                                                     |                                                                                      | Thuyền trưởng Kỹ sư bậc 3 Инженер-капитан 3-го ранга |  |
| Thú y Quân sự viên bậc 2 Военветврач 2-го ранга                                                              |                                                     |                                                     | Không có          |                                                             |                                                             | Kỹ sư Quân sự bậc 2 Военинженер 2-го ранга                                                                                     |                                                                                      | Thuyền trưởng Kỹ sư bậc 3 Инженер-капитан 3-го ранга |  |
| Quân pháp viên bậc 2 Военный юрист 2-го ранга                                                                |                                                     |                                                     | Không có          |                                                             |                                                             | Kỹ sư Quân sự bậc 2 Военинженер 2-го ранга                                                                                     |                                                                                      | Thuyền trưởng Kỹ sư bậc 3 Инженер-капитан 3-го ранга |  |
| |                                                     |                                                     | Không có          |                                                             |                                                             | |                                                                                      |                                                      |  |
| Kỹ sư Quân sự bậc 1 Военинженер 1-го ранга                                                                   |                                                     |                                                     | Không có          |                                                             |                                                             | Quân nhu viên bậc 1 Интендант 1 р.                                                                                             |                                                                                      | Thuyền trưởng Kỹ sư bậc 2 Инженер-капитан 2-го ранга |  |
| Quân nhu viên bậc 1 Интендант 1-го ранга                                                                     |                                                     |                                                     | Không có          |                                                             |                                                             | Quân nhu viên bậc 1 Интендант 1 р.                                                                                             |                                                                                      | Thuyền trưởng Kỹ sư bậc 2 Инженер-капитан 2-го ранга |  |
| Quân y viên bậc 1 Военврач 1-го ранга                                                                        |                                                     |                                                     | Không có          |                                                             |                                                             | Quân nhu viên bậc 1 Интендант 1 р.                                                                                             |                                                                                      | Thuyền trưởng Kỹ sư bậc 2 Инженер-капитан 2-го ранга |  |
| Thú y Quân sự viên bậc 1 Военветврач 1-го ранга                                                              |                                                     |                                                     | Không có          |                                                             |                                                             | Quân nhu viên bậc 1 Интендант 1 р.                                                                                             |                                                                                      | Thuyền trưởng Kỹ sư bậc 2 Инженер-капитан 2-го ранга |  |
| Quân pháp viên bậc 1 Военный юрист 1-го ранга                                                                |                                                     |                                                     | Không có          |                                                             |                                                             | Quân nhu viên bậc 1 Интендант 1 р.                                                                                             |                                                                                      | Thuyền trưởng Kỹ sư bậc 2 Инженер-капитан 2-го ранга |  |
| Sĩ quan Cao cấp                                                                                              |                                                     |                                                     |                   |                                                             |                                                             | |                                                                                      |                                                      |  |
| Chủ nhiệm Kỹ thuật Lữ đoàn Бригинженер                                                                       |                                                     |                                                     | Không có          |                                                             |                                                             | Chủ nhiệm Kỹ thuật Lữ đoàn Бригинженер                                                                                         |                                                                                      | Thuyền trưởng Kỹ sư bậc 1 Инженер-капитан 1-го ранга |  |
| Chủ nhiệm Quân nhu Lữ đoàn Бригинтендант                                                                     |                                                     |                                                     | Không có          |                                                             |                                                             | Chủ nhiệm Kỹ thuật Lữ đoàn Бригинженер                                                                                         |                                                                                      | Thuyền trưởng Kỹ sư bậc 1 Инженер-капитан 1-го ранга |  |
| Chủ nhiệm Quân y Lữ đoàn Бригврач                                                                            |                                                     |                                                     | Không có          |                                                             |                                                             | Chủ nhiệm Kỹ thuật Lữ đoàn Бригинженер                                                                                         |                                                                                      | Thuyền trưởng Kỹ sư bậc 1 Инженер-капитан 1-го ранга |  |
| Chủ nhiệm Thú y Lữ đoàn Бригветврач                                                                          |                                                     |                                                     | Không có          |                                                             |                                                             | Chủ nhiệm Kỹ thuật Lữ đoàn Бригинженер                                                                                         |                                                                                      | Thuyền trưởng Kỹ sư bậc 1 Инженер-капитан 1-го ранга |  |
| Chủ nhiệm Quân pháp Lữ đoàn Бригвоенюрист                                                                    |                                                     |                                                     | Không có          |                                                             |                                                             | Chủ nhiệm Kỹ thuật Lữ đoàn Бригинженер                                                                                         |                                                                                      | Thuyền trưởng Kỹ sư bậc 1 Инженер-капитан 1-го ранга |  |
| |                                                     |                                                     | Không có          | Sĩ quan Cao cấp                                             |                                                             | |                                                                                      |                                                      |  |
| Chủ nhiệm Kỹ thuật Sư đoàn Дивинженер                                                                        |                                                     |                                                     | Không có          |                                                             |                                                             | Chủ nhiệm Quân y Sư đoàn Дивврач                                                                                               | Chủ nhiệm Kỹ thuật Sư đoàn Дивинженер                                                |                                                      |  |
| Chủ nhiệm Quân nhu Sư đoàn Дивинтендант                                                                      |                                                     |                                                     | Không có          |                                                             |                                                             | Chủ nhiệm Quân y Sư đoàn Дивврач                                                                                               | Chủ nhiệm Kỹ thuật Sư đoàn Дивинженер                                                |                                                      |  |
| Chủ nhiệm Quân y Sư đoàn Дивврач                                                                             |                                                     |                                                     | Không có          |                                                             |                                                             | Chủ nhiệm Quân y Sư đoàn Дивврач                                                                                               | Chủ nhiệm Kỹ thuật Sư đoàn Дивинженер                                                |                                                      |  |
| Chủ nhiệm Thú y Sư đoàn Дивветврач                                                                           |                                                     |                                                     | Không có          |                                                             |                                                             | Chủ nhiệm Quân y Sư đoàn Дивврач                                                                                               | Chủ nhiệm Kỹ thuật Sư đoàn Дивинженер                                                |                                                      |  |
| Chủ nhiệm Quân pháp Sư đoàn Диввоенюрист                                                                     |                                                     |                                                     | Không có          |                                                             |                                                             | Chủ nhiệm Quân y Sư đoàn Дивврач                                                                                               | Chủ nhiệm Kỹ thuật Sư đoàn Дивинженер                                                |                                                      |  |
| |                                                     |                                                     | Không có          |                                                             |                                                             | |                                                                                      |                                                      |  |
| |                                                     |                                                     | Không có          | Thiếu tướng Hậu cần Генерал-майор интендантской службы      | Thiếu tướng Hậu cần Генерал-майор интендантской службы      | |                                                                                      | Chuẩn đô đốc kỹ sư Инженер-контр-адмирал             |  |
| |                                                     |                                                     | Không có          |                                                             |                                                             | |                                                                                      |                                                      |  |
| Chủ nhiệm Kỹ thuật Quân đoàn Коринженер                                                                      |                                                     |                                                     | Không có          |                                                             |                                                             | Chủ nhiệm Quân pháp Quân đoàn Корвоенюрист                                                                                     | Chủ nhiệm Kỹ thuật Quân đoàn Коринженер                                              |                                                      |  |
| Chủ nhiệm Quân nhu Quân đoàn Коринтендант                                                                    |                                                     |                                                     | Không có          |                                                             |                                                             | Chủ nhiệm Quân pháp Quân đoàn Корвоенюрист                                                                                     | Chủ nhiệm Kỹ thuật Quân đoàn Коринженер                                              |                                                      |  |
| Chủ nhiệm Quân y Quân đoàn Корврач                                                                           |                                                     |                                                     | Không có          |                                                             |                                                             | Chủ nhiệm Quân pháp Quân đoàn Корвоенюрист                                                                                     | Chủ nhiệm Kỹ thuật Quân đoàn Коринженер                                              |                                                      |  |
| Chủ nhiệm Thú y Quân đoàn Корветврач                                                                         |                                                     |                                                     | Không có          |                                                             |                                                             | Chủ nhiệm Quân pháp Quân đoàn Корвоенюрист                                                                                     | Chủ nhiệm Kỹ thuật Quân đoàn Коринженер                                              |                                                      |  |
| Chủ nhiệm Quân pháp Quân đoàn Корвоенюрист                                                                   |                                                     |                                                     | Không có          |                                                             |                                                             | Chủ nhiệm Quân pháp Quân đoàn Корвоенюрист                                                                                     | Chủ nhiệm Kỹ thuật Quân đoàn Коринженер                                              |                                                      |  |
| |                                                     |                                                     | Không có          |                                                             |                                                             | |                                                                                      |                                                      |  |
| | Генерал-лейтенант интендантской службы              | Генерал-лейтенант интендантской службы              | Không có          | Trung tướng Hậu cần Генерал-лейтенант интендантской службы  | Trung tướng Hậu cần Генерал-лейтенант интендантской службы  | |                                                                                      | Phó đô đốc Kỹ sư Инженер-вице-адмирал                |  |
| |                                                     |                                                     | Không có          |                                                             |                                                             | |                                                                                      |                                                      |  |
| Chủ nhiệm Kỹ thuật Tập đoàn quân Арминженер                                                                  |                                                     |                                                     | Không có          |                                                             |                                                             | Chủ nhiệm Quân y Tập đoàn quân Армврач                                                                                         | Chủ nhiệm Kỹ thuật Tập đoàn quân Арминженер                                          |                                                      |  |
| Chủ nhiệm Quân nhu Tập đoàn quân Арминтендант                                                                |                                                     |                                                     | Không có          |                                                             |                                                             | Chủ nhiệm Quân y Tập đoàn quân Армврач                                                                                         | Chủ nhiệm Kỹ thuật Tập đoàn quân Арминженер                                          |                                                      |  |
| Chủ nhiệm Quân y Tập đoàn quân Армврач                                                                       |                                                     |                                                     | Không có          |                                                             |                                                             | Chủ nhiệm Quân y Tập đoàn quân Армврач                                                                                         | Chủ nhiệm Kỹ thuật Tập đoàn quân Арминженер                                          |                                                      |  |
| Chủ nhiệm Thú y Tập đoàn quân Армветврач                                                                     |                                                     |                                                     | Không có          |                                                             |                                                             | Chủ nhiệm Quân y Tập đoàn quân Армврач                                                                                         | Chủ nhiệm Kỹ thuật Tập đoàn quân Арминженер                                          |                                                      |  |
| Chủ nhiệm Quân pháp Tập đoàn quân Армвоенюрист                                                               |                                                     |                                                     | Không có          |                                                             |                                                             | Chủ nhiệm Quân y Tập đoàn quân Армврач                                                                                         | Chủ nhiệm Kỹ thuật Tập đoàn quân Арминженер                                          |                                                      |  |
| |                                                     |                                                     | Không có          |                                                             |                                                             | |                                                                                      |                                                      |  |
| |                                                     |                                                     | Không có          | Thượng tướng Hậu cần Генерал-полковник интендантской службы | Thượng tướng Hậu cần Генерал-полковник интендантской службы | |                                                                                      | Đô đốc Kỹ sư Инженер-адмирал                         |  |

### Phù hiệu quân nhân các đơn vị Hải quân
Vào ngày 9 tháng 4 năm 1941, Nghị định Hội đồng Dân ủy Liên Xô số 855-364ss dành cho quân nhân Hàng không Hải quân và Phòng thủ Duyên hải Hải quân đã thiết lập quân phục với phù hiệu phù hợp. Để phân biệt với các quân nhân Hồng quân, quân nhân của Hải quân, theo cùng một nghị định đã thiết lập phù hiệu đặc biệt theo binh chủng giống với phù hiệu các binh chủng Hồng quân đang áp dụng, nhưng gắn thêm mỏ neo. Mỗi phù hiệu, như trong Hồng quân, được chia thành hai phiên bản - đồng thau (dành cho quân nhân và hạ sĩ quan) và vàng (dành cho sĩ quan). Vào ngày 15 tháng 4 năm 1941, lệnh Bộ Dân ủy Hải quân số 0071 công bố sắc lệnh của Hội đồng Dân ủy Liên Xô, phạm vi các binh chủng, quân nhân nhận quân phục, được mở rộng để bao gồm kỹ thuật Phòng thủ Duyên hải và binh chủng thú y, cũng như binh chủng hậu cần. Vào ngày 23 tháng 5, Ủy viên Nhân dân Bộ Dân ủy Hải quân đã phê duyệt danh sách tiêu chuẩn của các đơn vị Hải quân Liên Xô (Phụ lục Lệnh số 00107) với sự phân chia theo quân phục. Các đơn vị sau đã nhận quân phục: thủy quân lục chiến, súng trường, súng máy, công binh, đặc công, kỹ thuật, hóa học, xe tăng, ô tô, kỹ thuật-xây dựng, xây dựng và đường sắt.
Tình trạng này chính thức được duy trì cho đến tháng 3 năm 1943, mặc dù vào tháng 8-tháng 9 năm 1941, một số đơn vị Phòng thủ Duyên hải và Hàng không Hải quân đã được chuyển lại quân phục hải quân.
| Cấp bậc Quân hàm                                        | Cấp bậc Quân hàm                                           | Cấp hiệu kèm phù hiệu                  | Cấp hiệu kèm phù hiệu      | Cấp hiệu tay áo                     | Binh chủng/Lực lượng            |
| Cấp bậc Quân hàm                                        | Cấp bậc Quân hàm                                           | Áo đại cán, áo choàng và áo khoác bông | Áo choàng và áo khoác bông | Cấp hiệu tay áo                     | Binh chủng/Lực lượng            |
| Binh sĩ và Sĩ quan Sơ cấp                               | Binh sĩ và Sĩ quan Sơ cấp                                  | Binh sĩ và Sĩ quan Sơ cấp              | Binh sĩ và Sĩ quan Sơ cấp  | Binh sĩ và Sĩ quan Sơ cấp           | Binh sĩ và Sĩ quan Sơ cấp       |
| ------------------------------------------------------- | ---------------------------------------------------------- | -------------------------------------- | -------------------------- | ----------------------------------- | ------------------------------- |
| Lính Hồng quân Красноармеец                             | Lính Hồng quân Красноармеец                                |                                        |                            | Không có                            | Thủy quân lục chiến             |
| Binh nhất Ефрейтор                                      | Binh nhất Ефрейтор                                         |                                        |                            | Không có                            | Binh chủng hóa học (kỹ thuật)   |
| Hạ sĩ Младший сержант                                   | Hạ sĩ Младший сержант                                      |                                        |                            | Không có                            | Hàng không Hải quân (kỹ thuật)  |
| Trung sĩ Сержант                                        | Trung sĩ Сержант                                           |                                        |                            | Không có                            | Binh chủng Kỹ thuật             |
| Thượng sĩ Старший сержант                               | Thượng sĩ Старший сержант                                  |                                        |                            | Không có                            | Pháo binh (Phòng thủ Duyên hải) |
| Chuẩn úy Старшина                                       | Chuẩn úy Старшина                                          |                                        |                            | Không có                            | Thủy quân lục chiến             |
| Sĩ quan Trung cấp và Cao cấp                            |                                                            |                                        |                            |                                     |                                 |
|                                                         | Thiếu úy Младший лейтенант                                 |                                        |                            |                                     | Binh chủng Xe tăng              |
| Kỹ thuật viên Sơ cấp Младший воентехник                 |                                                            | младший воентехник                     | Không có                   | Binh chủng Kỹ thuật                 |                                 |
|                                                         | Trung úy Лейтенант                                         |                                        |                            | Лейтенант                           | Pháo binh (Phòng thủ Duyên hải) |
| Kỹ thuật viên bậc 2 Воентехник 2-го ранга               |                                                            |                                        | Không có                   | Hàng không Hải quân (Kỹ thuật viên) |                                 |
|                                                         | Thượng úy Старший лейтенант                                |                                        |                            |                                     | Hàng không Hải quân             |
| Chính trị viên Политрук                                 |                                                            |                                        |                            | Thủy quân lục chiến                 |                                 |
|                                                         | Đại úy Капитан                                             |                                        |                            |                                     | Binh chủng Công binh            |
| Kỹ sư Quân sự bậc 3 Военинженер 3-го ранга              |                                                            |                                        | Không có                   | Pháo binh (Kỹ thuật viên)           |                                 |
|                                                         | Thiếu tá Майор                                             |                                        |                            |                                     | Thủy quân lục chiến             |
| Kỹ sư Quân sự bậc 2 Военветврач 2-го ранга              |                                                            |                                        | Không có                   | Binh chủng Thú y Quân sự            |                                 |
|                                                         | Trung tá Подполковник                                      |                                        |                            |                                     | Binh chủng Xe tăng              |
| Chính ủy Tiểu đoàn Cao cấp Старший батальонный комиссар |                                                            |                                        |                            | Pháo binh (Phòng thủ Duyên hải)     |                                 |
|                                                         | Thượng tá Полковник                                        |                                        |                            |                                     | Hàng không Hải quân             |
| Chính ủy Trung đoàn Полковой комиссар                   |                                                            |                                        |                            | Thủy quân lục chiến                 |                                 |
| Sĩ quan Cao cấp                                         |                                                            |                                        |                            |                                     |                                 |
| Chủ nhiệm Thú y Lữ đoàn Бригветврач                     | Chủ nhiệm Thú y Lữ đoàn Бригветврач                        |                                        |                            | Không có                            | Binh chủng Thú y Quân sự        |
|                                                         | Chính ủy Sư đoàn Дивизионный комиссар                      |                                        |                            |                                     | Pháo binh (Phòng thủ Duyên hải) |
| Thiếu tướng Генерал-майор                               |                                                            |                                        |                            | Hậu cần                             |                                 |
|                                                         | Chủ nhiệm Kỹ thuật Quân đoàn Коринженер                    |                                        |                            | Không có                            | Binh chủng Kỹ thuật             |
| Trung tướng Генерал-лейтенант                           |                                                            |                                        |                            | Hàng không Hải quân                 |                                 |
|                                                         | Chính ủy Tập đoàn quân bậc 2 Армейский комиссар 2-го ранга |                                        |                            |                                     | Phòng thủ Duyên hải             |
| Thượng tướng Генерал-полковник                          |                                                            |                                        |                            | Pháo binh (Phòng thủ Duyên hải)     |                                 |

### Thay đổi phù hiệu năm 1941

Các lựa chọn cấp hiệu chiến trường các tướng lĩnh Hồng quân 1941-1942.

Vào tháng 8 năm 1941, theo lệnh Ủy viên Nhân dân Bộ Dân ủy Quốc phòng Liên Xô (lệnh NPO số 253 ngày 1 tháng 8 năm 1941), việc mặc quân phục và phù hiệu tất cả các yếu tố màu sắc đã bị hủy bỏ trong quân đội đang hoạt động và các đơn vị hành quân. Tất cả các cấp hiệu và phù hiệu quân binh chủng được phủ một lớp sơn bảo vệ hoặc thay bằng màu xanh lá cây đậm. Năm 1942, các phù hiệu đơn giản hóa xuất hiện - không có cạnh và nếp gấp. Quân phục hành quân dã chiến không đề cập đến việc đeo bất kỳ cấp hiệu tay áo nào, mặc dù các kế hoạch tương ứng đã được phát triển.
Lệnh này thường bị vi phạm hoặc thậm chí lúc đầu không được tuân thủ, theo quy định, do các vấn đề về nguồn cung và liên quan đến thời gian mặc đồng phục chưa hết hạn. Ngoài ra, trong điều kiện chiến đấu, việc mặc kết hợp các yếu tố màu sắc và bảo vệ cấp hiệu và quân phục đã phổ biến.
| Cấp hiệu                               | Cấp hiệu                   | Cấp bậc quân hàm | Cấp hiệu                               | Cấp hiệu                   | Cấp bậc quân hàm |
| Áo đại cán, áo choàng và áo khoác bông | Áo choàng và áo khoác bông | Cấp bậc quân hàm | Áo đại cán, áo choàng và áo khoác bông | Áo choàng và áo khoác bông | Cấp bậc quân hàm |
| -------------------------------------- | -------------------------- | --- | -------------------------------------- | -------------------------- | --- |
|                                        |                            | Lính Hồng quân |                                        |                            | Đại úy, Chính trị viên cao cấp, Kỹ sư Quân sự bậc 3, Quân nhu viên bậc 3, Quân y viên bậc 3, Thú y Quân sự viên bậc 3, Quân pháp viên bậc 3                                                        |
|                                        |                            | Hạ sĩ |                                        |                            | Thiếu tá, Chính ủy Tiểu đoàn, Kỹ sư Quân sự bậc 2, Quân nhu viên bậc 2, Quân y viên bậc 2, Thú y Quân sự viên bậc 2, Quân pháp viên bậc 2                                                          |
|                                        |                            | Trung sĩ |                                        |                            | Trung tá, Chính ủy tiểu đoàn Cao cấp, Kỹ sư Quân sự bậc 1, Quân nhu viên bậc 1, Quân y viên bậc 1, Thú y Quân sự viên bậc 1, Quân pháp viên bậc 1                                                  |
|                                        |                            | Thượng sĩ |                                        |                            | Thượng tá, Chính ủy Trung đoàn |
|                                        |                            | Chuẩn úy |                                        |                            | Chính ủy Lữ đoàn, Chủ nhiệm Kỹ thuật Lữ đoàn, Chủ nhiệm Quân nhu Lữ đoàn, Chủ nhiệm Quân y Lữ đoàn, Chủ nhiệm Quân pháp Lữ đoàn                                                                    |
|                                        |                            | Thiếu úy, Kỹ thuật viên Quân sự Sơ cấp |                                        |                            | Chính ủy Sư đoàn, Chủ nhiệm Kỹ thuật Sư đoàn, Chủ nhiệm Quân nhu Sư đoàn, Chủ nhiệm Quân y Sư đoàn, Chủ nhiệm Thú y Sư đoàn, Chủ nhiệm Quân pháp Sư đoàn                                           |
|                                        |                            | Trung úy, Chính trị viên Sơ cấp, Kỹ thuật viên bậc 2, Kỹ thuật viên Quân nhu bậc 2, Trợ lý Quân y, Trợ lý Thú y Quân sự, Quân pháp viên sơ cấp    |                                        |                            | Chính ủy Quân đoàn, Chủ nhiệm Kỹ thuật Quân đoàn, Chủ nhiệm Quân nhu Quân đoàn, Chủ nhiệm Quân y Quân đoàn, Chủ nhiệm Thú y Quân đoàn, Chủ nhiệm Quân pháp Quân đoàn                               |
|                                        |                            | Thượng úy, Chính trị viên, Kỹ thuật viên bậc 1, Kỹ thuật viên Quân nhu bậc 1, Trợ lý Quân y Cao cấp, Trợ lý Thú y Quân sự Cao cấp, Quân pháp viên |                                        |                            | Chính ủy Tập đoàn quân bậc 2, Chủ nhiệm Kỹ thuật Tập đoàn quân, Chủ nhiệm Quân nhu Tập đoàn quân, Chủ nhiệm Quân y Tập đoàn quân, Chủ nhiệm Thú y Tập đoàn quân, Chủ nhiệm Quân pháp Tập đoàn quân |

### Thay đổi cấp hiệu năm 1942-1943

#### 1942
Trong thời gian 1942-1943, Bộ Dân ủy Quốc phòng tiếp tục xây dựng các cấp bậc quân sự sĩ quan cấp cao Hồng quân và Hồng Hải quân Liên Xô. Những thay đổi được quy định bởi thực tế là các cấp bậc quân sự sĩ quan được đặc trưng bởi nhiều vị trí và khác biệt rõ rệt không chỉ với các cấp bậc sĩ quan chỉ huy, mà còn khác biệt đáng kể đối với các quân binh chủng khác nhau.
Các quyết định Bộ Dân ủy Quốc phòng Liên Xô (NCO) về vấn đề này là:
- Nghị định số 1180s ngày 22/01/1942 "Các vấn đề Lực lượng Không quân Hồng quân" đã đưa các cấp bậc quân sự sau đây vào biên chế kỹ thuật quân sự Lực lượng Không quân: trung úy kỹ thuật, thượng úy kỹ thuật, đại úy kỹ thuật, thiếu tá kỹ thuật, trung tá kỹ thuật, thượng tá kỹ thuật, thiếu tướng kỹ thuật không quân, trung tướng kỹ thuật không quân, thượng tướng kỹ thuật không quân;
- Nghị định Ủy ban Quốc phòng Nhà nước (GKO) số 1528 ngày 04/04/1942 "Về việc giới thiệu các cấp bậc quân sự riêng biệt cho các quân nhân kỹ thuật lực lượng không quân hải quân" và lệnh Bộ Dân ủy Hải quân (NK) ngày 04/04/1942, các cấp bậc tương tự đã được ban hành trong Hải quân Liên Xô.
- Vào tháng 3, các quyết định tương tự đã được đưa ra liên quan đến cấp bậc quân sự các nhân viên kỹ thuật:
  - Nghị định của Liên Xô GKO số 1381 ngày 03/03/1942 "Về việc giới thiệu các cấp bậc quân sự riêng biệt cho các quân nhân kỹ thuật pháo binh Hồng quân" và Lệnh của NCO Liên Xô số 68 ngày 04/03/1942 ban hành các cấp bậc sau đây quân nhân kỹ thuật pháo binh: trung úy kỹ thuật, thượng úy kỹ thuật, đại úy kỹ thuật, thiếu tá kỹ thuật, trung tá kỹ thuật, thượng tá kỹ thuật, thiếu tướng kỹ thuật pháo binh, trung tướng kỹ thuật pháo binh, thượng tướng kỹ thuật pháo binh.
  - Nghị quyết GKO Liên Xô số 1408 ngày 03/07/1942 "Về việc giới thiệu các cấp bậc quân sự riêng biệt cho các quân nhân kỹ thuật thiết giáp Hồng quân" và Lệnh NCO Liên Xô số 71 ngày 03/08/1942 ban hành các cấp bậc sau đây quân nhân kỹ thuật lực lượng tăng thiết giáp: trung úy kỹ thuật, thượng úy kỹ thuật, đại úy kỹ thuật, thiếu tá kỹ thuật, trung tá kỹ thuật, thượng tá kỹ thuật, thiếu tướng kỹ thuật thiết giáp, trung tướng kỹ thuật thiết giáp, thượng tướng kỹ thuật thiết giáp.
  - Nghị định GKO số 1494 ngày 26/03/1942 ban hành theo sau lệnh NCO số 93 ngày 30/03/1942 tuyên bố các cấp bậc sau đây cho các sĩ quan chỉ huy cao cấp và trung cấp hậu cần: trung úy hậu cần, thượng úy hậu cần, đại úy hậu cần, thiếu tá hậu cần, trung tá hậu cần, thượng tá hậu cần.
- Lệnh NK Hải quân số 55 ngày 6 tháng 4 năm 1942 ban hành theo Nghị định GKO số 1528 ngày 4 tháng 4 năm 1942, ban hành các cấp bậc quân sự sau cho quân nhân kỹ thuật Lực lượng Hàng không Hải quân: trung úy kỹ thuật, thượng úy kỹ thuật, đại úy kỹ thuật, thiếu tá kỹ thuật, trung tá kỹ thuật, thượng tá kỹ thuật, thiếu tướng kỹ thuật Hàng không, trung tướng kỹ thuật Hàng không, thượng tướng kỹ thuật Hàng không.
- Nghị định GKO só 1912 ngày 17/06/1942 "Về việc giới thiệu các cấp bậc quân sự riêng biệt cho các quân nhân kỹ thuật Phòng thủ Duyên hải Hải quân Liên Xô" và Lệnh Bộ Dân ủy Hải quân ngày 27/06/1942, các cấp bậc sau đây đã được ban hành: trung úy kỹ thuật, thượng úy kỹ thuật, đại úy kỹ thuật, thiếu tá kỹ thuật, trung tá kỹ thuật, thượng tá kỹ thuật, thiếu tướng kỹ thuật Phòng thủ Duyên hải, trung tướng kỹ thuật Phòng thủ Duyên hải, thượng tướng kỹ thuật Phòng thủ Duyên hải.
- Ý tưởng phân biệt quân hàm đối với những người có trình độ học vấn kỹ thuật cao cấp và trung cấp so với các cấp bậc hiện có (thiếu úy kỹ thuật và trung úy kỹ thuật) các cấp bậc quân sự mới cho quân nhân chỉ huy pháo binh với giáo dục kỹ thuật trung cấp: Nghị định GKO số 2303 ngày 13/09/1942 "Về việc giới thiệu các cấp bậc riêng biệt sĩ quan pháo binh Hồng quân, có trình độ học vấn kỹ thuật cao" và Lệnh NCO số 278 ngày 14/09/1942: đại úy kỹ sư pháo binh, thiếu tá kỹ sư pháo binh, trung tá kỹ sư pháo binh và thượng tá kỹ sư pháo binh.
- Nghị định Đoàn chủ tịch Xô viết tối cao Liên Xô ngày 10/9/1942 "Về việc thiết lập sự thống nhất hoàn toàn về chỉ huy và bãi bỏ chế độ chính ủy trong Hồng quân" đã công bố lệnh NKO số 307 ngày 10/9/1942 hủy bỏ hàng ngũ cán bộ chính trị hiện có. Chế độ chính ủy được thay thế bằng cơ quan phó tư lệnh phụ trách các vấn đề chính trị. Nó cũng được cho là:
  - Các hội đồng quân sự Phương diện quân và Tập đoàn quân trong vòng một tháng để chỉ định cấp bậc chỉ huy quân sự cho các chính trị viên trong giới hạn các quyền được trao cho họ;
  - Hội đồng quân sự Phương diện quân trình Bộ Dân ủy Quốc phòng chậm nhất vào ngày 15 tháng 11 năm 1942 thông qua Tổng cục Chính trị Hồng quân tài liệu chứng thực để phong quân hàm chỉ huy cho cán bộ chính trị, bắt đầu từ chính ủy cấp tiểu đoàn trở lên.

#### 1943
- Theo lệnh NKO số 10, nghị định GKO số 2685 từ 02/04/1943 "Về việc giới thiệu cấp bậc quân sự riêng biệt cho các quân nhân quân y và thú y Hồng quân" đã được công bố, số GOKO-2822 "Về việc giới thiệu các cấp bậc quân sự riêng biệt cho các quân nhân kỹ thuật, quân pháp và hành chính Hồng quân".
- Ngày 14/02/1943, ban hành GOKO số 2890 "Về việc thiết lập các cấp bậc quân sự riêng biệt cho các quân nhân hậu cần, y tế, thú y, hành chính và quân pháp Hồng Hải quân Liên Xô" trong Hải quân Liên Xô.
- Lệnh NKO số 55 ngày 02/06/1943 đã công bố quyết định theo Nghị định GKO số 2822 ngày 02/04/1943, thành lập các cấp bậc sau đây cho các quân nhân kỹ thuật trung cấp, thượng cấp và cao cấp các Binh chủng Thông tin, công binh, Phòng thủ hóa học, Bản đồ, Đường sắt của Hồng quân: trung úy kỹ sư, thượng úy kỹ sư, đại úy kỹ sư, thiếu tá kỹ sư, trung tá kỹ sư, thượng tá kỹ sư, thiếu tướng kỹ sư, trung tướng kỹ sư, thượng tướng kỹ sư.
và đối với các quân nhân hành chính và quân pháp Hồng quân, các cấp bậc: trung úy quân pháp, thượng úy quân pháp, đại úy quân pháp, thiếu tá quân pháp, trung tá quân pháp, thượng tá quân pháp, thiếu tướng quân pháp, trung tướng quân pháp, thượng tướng quân pháp; trung úy hành chính, thượng úy hành chính, đại úy hành chính, thiếu tá hành chính, trung tá hành chính, thượng tá hành chính, thiếu tướng hành chính, trung tướng hành chính, thượng tướng hành chính.
- Lệnh NK ngày 27/02/1943, Nghị định GKO số 2890 ngày 14/02/1943 đã được công bố, quy định các cấp bậc quân sự quân nhân hậu cần, y tế, thú y, hành chính và quân pháp Hồng Hải quân Liên Xô.

| Kỹ thuật quân sự Không quân                    | Kỹ thuật quân sự Không quân | Kỹ thuật quân sự Không quân | Kỹ thuật quân sự Không quân                                                     | Kỹ sư quân sự Thiết giáp và Pháo binh          | Kỹ sư quân sự Thiết giáp và Pháo binh | Kỹ sư quân sự Thiết giáp và Pháo binh | Kỹ sư quân sự Thiết giáp và Pháo binh                                                                          | Hậu cần                                        | Hậu cần   | Hậu cần         | Hậu cần                                                     |
| Cấp hiệu                                       | Cấp hiệu                    | Cấp hiệu                    | Cấp bậc quân sự                                                                 | Cấp hiệu                                       | Cấp hiệu                              | Cấp hiệu                              | Cấp bậc quân sự                                                                                                | Cấp hiệu                                       | Cấp hiệu  | Cấp hiệu        | Cấp bậc quân sự                                             |
| Cấp hiệu                                       | Cấp hiệu                    | Cấp hiệu tay áo             | Cấp bậc quân sự                                                                 | Cấp hiệu                                       | Cấp hiệu                              | Cấp hiệu tay áo                       | Cấp bậc quân sự                                                                                                | Cấp hiệu                                       | Cấp hiệu  | Cấp hiệu tay áo | Cấp bậc quân sự                                             |
| Áo đại cán, Áo va-rơ và áo khoác len chần bông | Áo ca-pốt                   | Cấp hiệu tay áo             | Cấp bậc quân sự                                                                 | Áo đại cán, Áo va-rơ và áo khoác len chần bông | Áo ca-pốt                             | Cấp hiệu tay áo                       | Cấp bậc quân sự                                                                                                | Áo đại cán, Áo va-rơ và áo khoác len chần bông | Áo ca-pốt | Cấp hiệu tay áo | Cấp bậc quân sự                                             |
| ---------------------------------------------- | --------------------------- | --------------------------- | ------------------------------------------------------------------------------- | ---------------------------------------------- | ------------------------------------- | ------------------------------------- | --- | ---------------------------------------------- | --------- | --------------- | ----------------------------------------------------------- |
|                                                |                             |                             | Trung úy kỹ thuật техник-лейтенант                                              |                                                |                                       |                                       | Trung úy kỹ thuật техник-лейтенант                                                                             | лейтенант                                      | лейтенант | Лейтенант       | Trung úy hậu cần лейтенант интендантской службы             |
|                                                |                             |                             | Thượng úy kỹ thuật старший техник-лейтенант                                     |                                                |                                       |                                       | Thượng úy kỹ thuật старший техник-лейтенант                                                                    |                                                |           |                 | Thượng úy hậu cần старший лейтенант интендантской службы    |
|                                                |                             |                             | Đại úy ký thuật инженер-капитан                                                 |                                                |                                       |                                       | Đại úy ký thuật инженер-капитан                                                                                |                                                |           |                 | Đại úy hậu cần капитан интендантской службы                 |
|                                                |                             |                             | Thiếu tá kỹ thuật инженер-майор                                                 |                                                |                                       |                                       | Thiếu tá kỹ thuật инженер-майор                                                                                |                                                |           |                 | Thiếu tá hậu cần майор интендантской службы                 |
|                                                |                             |                             | Trung tá kỹ thuật инженер-подполковник                                          |                                                |                                       |                                       | Trung tá kỹ thuật инженер-подполковник                                                                         |                                                |           |                 | Trung tá hậu cần подполковник интендантской службы          |
|                                                |                             |                             | Thượng tá kỹ thuật инженер-полковник                                            |                                                |                                       |                                       | Thượng tá kỹ thuật инженер-полковник                                                                           |                                                |           |                 | Thượng tá hậu cần полковник интендантской службы            |
|                                                |                             |                             | Thiếu tướng kỹ thuật không quân генерал-майор инженерно-авиационной службы      | генерал-майор                                  | генерал-майор                         | Генерал-майор                         | Thiếu tướng kỹ sư thiết giáp/ pháo binh генерал-майор инженерно-танковой /инженерно-артиллерийской службы      |                                                |           |                 | Thiếu tướng Hậu cần Генерал-майор интендантской службы      |
|                                                |                             |                             | Trung tướng kỹ thuật không quân генерал-лейтенант инженерно-авиационной службы  |                                                |                                       |                                       | Trung tướng kỹ sư thiết giáp/ pháo binh генерал-лейтенант инженерно-танковой /инженерно-артиллерийской службы  |                                                |           |                 | Trung tướng Hậu cần Генерал-лейтенант интендантской службы  |
| генерал-полковник                              | генерал-полковник           | н-з                         | Thượng tướng kỹ thuật không quân генерал-полковник инженерно-авиационной службы | генерал-полковник                              | генерал-полковник                     | Генерал-полковник                     | Thượng tướng kỹ sư thiết giáp/ pháo binh генерал-полковник инженерно-танковой /инженерно-артиллерийской службы |                                                |           |                 | Thượng tướng Hậu cần Генерал-полковник интендантской службы |

| Cấp bậc quân sự                                                                 | Cấp hiệu                                       | Cấp hiệu                                    | Cấp hiệu                                    | Cấp bậc quân sự                                                                      | Cấp hiệu                                       | Cấp hiệu                                    | Cấp hiệu                                    |
| Cấp bậc quân sự                                                                 | Các đơn vị trang bị quân phục Hồng quân        | Các đơn vị trang bị quân phục Hồng Hải quân | Các đơn vị trang bị quân phục Hồng Hải quân | Cấp bậc quân sự                                                                      | Các đơn vị trang bị quân phục Hồng quân        | Các đơn vị trang bị quân phục Hồng Hải quân | Các đơn vị trang bị quân phục Hồng Hải quân |
| Cấp bậc quân sự                                                                 | Áo đại cán, Áo va-rơ và áo khoác len chần bông | Áo ca-pốt, áo bành-tô và áo cổ cứng trắng   | Áo vét và áo cổ cứng lam                    | Cấp bậc quân sự                                                                      | Áo đại cán, Áo va-rơ và áo khoác len chần bông | Áo ca-pốt, áo bành-tô và áo cổ cứng trắng   | Áo vét và áo cổ cứng lam                    |
| ------------------------------------------------------------------------------- | ---------------------------------------------- | ------------------------------------------- | ------------------------------------------- | ------------------------------------------------------------------------------------ | ---------------------------------------------- | ------------------------------------------- | ------------------------------------------- |
| Trung úy kỹ thuật Техник-лейтенант                                              |                                                |                                             |                                             | Trung úy kỹ thuật Инженер-лейтенант                                                  |                                                |                                             |                                             |
| Thượng úy kỹ thuật Старший техник-лейтенант                                     |                                                |                                             |                                             | Thượng úy kỹ thuật Старший инженер-лейтенант                                         |                                                |                                             |                                             |
| Đại úy kỹ thuật Инженер-капитан                                                 |                                                |                                             |                                             | Đại úy kỹ thuật Инженер-капитан                                                      |                                                |                                             |                                             |
| Thiếu tá kỹ thuật Инженер-майор                                                 |                                                |                                             |                                             | Thiếu tá kỹ thuật Инженер-майор                                                      |                                                |                                             |                                             |
| Trung tá kỹ thuật Инженер-подполковник                                          |                                                |                                             |                                             | Trung tá kỹ thuật Инженер-подполковник                                               |                                                |                                             |                                             |
| Thượng tá kỹ thuật Инженер-полковник                                            |                                                |                                             |                                             | Thượng tá kỹ thuật Инженер-полковник                                                 |                                                |                                             |                                             |
| Thiếu tướng kỹ thuật Hàng không Генерал-майор инженерно-авиационной службы      |                                                |                                             |                                             | Thiếu tướng kỹ thuật Phòng thủ Duyên hải Инженер-генерал-майор береговой службы      |                                                |                                             |                                             |
| Trung tướng kỹ thuật Hàng không Генерал-лейтенант инженерно-авиационной службы  |                                                |                                             |                                             | Trung tướng kỹ thuật Phòng thủ Duyên hải Инженер-генерал-лейтенант береговой службы  |                                                |                                             |                                             |
| Thượng tướng kỹ thuật Hàng không Генерал-полковник инженерно-авиационной службы |                                                |                                             |                                             | Thượng tướng kỹ thuật Phòng thủ Duyên hải Инженер-генерал-полковник береговой службы |                                                |                                             |                                             |

| Cấp hiệu        | Cấp hiệu                                       | Đại úy Kỹ sư pháo binh капитан артиллерийско-технической службы | Thiếu tá Kỹ sư pháo binh майор артиллерийско-технической службы | Trung tá Kỹ sư pháo binh подполковник артиллерийско-технической службы | Thượng tá Kỹ sư pháo binh полковник артиллерийско-технической службы |
| --------------- | ---------------------------------------------- | --------------------------------------------------------------- | --------------------------------------------------------------- | ---------------------------------------------------------------------- | -------------------------------------------------------------------- |
| Cấp hiệu        | Áo đại cán, Áo va-rơ và áo khoác len chần bông |                                                                 |                                                                 |                                                                        |                                                                      |
| Cấp hiệu        | Áo ca-pốt                                      |                                                                 |                                                                 |                                                                        |                                                                      |
| Cấp hiệu tay áo |                                                |                                                                 |                                                                 |                                                                        |                                                                      |

## Bảng tương đương cấp bậc các sĩ quan tham mưu
| Quân y                                                   | Thú y                                                    | Kỹ thuật Phòng thủ Duyên hải Hồng Hải quân                                           | Kỹ thuật Tàu Hải quân                                                    | Kỹ thuật Pháo binh                                                                     | Kỹ thuật pháo binh (có trình độ học vấn kỹ thuật cao)                              | Kỹ thuật Không quân                                                                 | Kỹ thuật Thiết giáp                                                              | Kỹ thuật Thông tin, Phòng thủ Hóa học, Đường sẳt và Bản đồ            | Hậu cần                                                     | Quân pháp                                        | Hành chính                                                     |
| Sĩ quan Trung và Thượng cấp                              | Sĩ quan Trung và Thượng cấp                              | Sĩ quan Trung và Thượng cấp                                                          | Sĩ quan Trung và Thượng cấp                                              | Sĩ quan Trung và Thượng cấp                                                            | Sĩ quan Trung và Thượng cấp                                                        | Sĩ quan Trung và Thượng cấp                                                         | Sĩ quan Trung và Thượng cấp                                                      | Sĩ quan Trung và Thượng cấp                                           | Sĩ quan Trung và Thượng cấp                                 | Sĩ quan Trung và Thượng cấp                      | Sĩ quan Trung và Thượng cấp                                    |
| -------------------------------------------------------- | -------------------------------------------------------- | ------------------------------------------------------------------------------------ | ------------------------------------------------------------------------ | -------------------------------------------------------------------------------------- | ---------------------------------------------------------------------------------- | ----------------------------------------------------------------------------------- | -------------------------------------------------------------------------------- | --------------------------------------------------------------------- | ----------------------------------------------------------- | ------------------------------------------------ | -------------------------------------------------------------- |
| Thiếu úy Quân y младший лейтенант медицинской службы     | Thiếu úy Thú y младший лейтенант ветеринарной службы     | Không có cấp bậc tương đương                                                         | Không có cấp bậc tương đương                                             | Không có cấp bậc tương đương                                                           | Không có cấp bậc tương đương                                                       | Không có cấp bậc tương đương                                                        | Không có cấp bậc tương đương                                                     | Không có cấp bậc tương đương                                          | Không có cấp bậc tương đương                                | Thiếu úy Quân pháp младший лейтенант юстиции     | Thiếu úy hành chính младший лейтенант административной службы  |
| Trung úy Quân y лейтенант медицинской службы             | Trung úy Thú y лейтенант ветеринарной службы             | Trung úy Kỹ thuật инженер-лейтенант                                                  | Trung úy Kỹ thuật инженер-лейтенант                                      | Trung úy Kỹ thuật Pháo binh техник-лейтенант артиллерийско-технической службы          |                                                                                    | Trung úy Kỹ thuật Hàng không техник-лейтенант инженерно-авиационной службы          | Trung úy Kỹ thuật Thiết giáp техник-лейтенант инженерно-танковой службы          |                                                                       | Kỹ thuật viên Quân nhu bậc 2 Техник-интендант 2 ранга       | Trung úy Quân pháp лейтенант юстиции             | Trung úy Hành chính лейтенант административной службы          |
| Thượng úy Quân y старший лейтенант медицинской службы    | Thượng úy Thú y старший лейтенант ветеринарной службы    | Thượng úy Kỹ thuật старший инженер-лейтенант                                         | Thượng úy Kỹ thuật Tàu biển старший инженер-лейтенант корабельной службы | Thượng úy Kỹ thuật Pháo binh старший техник-лейтенант артиллерийско-технической службы | Thượng úy Kỹ sư Pháo binh старший техник-лейтенант инженерно-артиллерийской службы | Thượng úy Kỹ thuật Hàng không старший техник-лейтенант инженерно-авиационной службы | Thượng úy kỹ thuật Thiết giáp старший техник-лейтенант инженерно-танковой службы | Thượng úy Kỹ sư старший техник-лейтенант инженерно-технической службы | Kỹ thuật viên Quân nhu bậc 1 Техник-интендант 1 ранга       | Thượng úy Quân pháp старший лейтенант юстиции    | Thượng úy Hành chính старший лейтенант административной службы |
| Đại úy Quân y капитан медицинской службы                 | Đại úy Thú y капитан ветеринарной службы                 | Đại úy Kỹ thuật инженер-капитан                                                      | Đại úy Kỹ thuật Tàu biển инженер-капитан-лейтенант корабельной службы    | Đại úy Kỹ thuật Pháo binh капитан артиллерийско-технической службы                     | Đại úy Kỹ sư Pháo binh инженер-капитан инженерно-артиллерийской службы             | Đại úy Kỹ thuật Hàng không инженер-капитан инженерно-авиационной службы             | Đại úy kỹ thuật Thiết giáp инженер-капитан инженерно-танковой службы             | Đại úy Kỹ sư капитан инженерно-технической службы                     | Đại úy Hậu cần капитан интендантской службы                 | Đại úy Quân pháp капитан юстиции                 | Đại úy Hành chính капитан административной службы              |
| Thiếu tá Quân y майор медицинской службы                 | Thiếu tá Thú y майор ветеринарной службы                 | Thiếu tá Kỹ thuật инженер-майор                                                      | Thuyền trưởng Kỹ thuật bậc 3 инженер-капитан 3 ранга                     | Thiếu tá Kỹ thuật Pháo binh майор артиллерийско-технической службы                     | Thiếu tá Kỹ sư Pháo binh инженер-майор инженерно-артиллерийской службы             | Thiếu tá Kỹ thuật Hàng không инженер-майор инженерно-авиационной службы             | Thiếu tá kỹ thuật Thiết giáp инженер-майор инженерно-танковой службы             | Thiếu tá Kỹ sư майор инженерно-технической службы                     | Thiếu tá Hậu cần майор интендантской службы                 | Thiếu tá Quân pháp майор юстиции                 | Thiếu tá Hành chính майор административной службы              |
| Trung tá Quân y подполковник медицинской службы          | Trung tá Thú y подполковник ветеринарной службы          | Trung tá Kỹ thuật инженер-подполковник                                               | Thuyền trưởng Kỹ thuật bậc 2 инженер-капитан-лейтенант 2 ранга           | Trung tá Kỹ thuật Pháo binh подполковник артиллерийско-технической службы              | Trung tá Kỹ sư Pháo binh инженер-подполковник инженерно-артиллерийской службы      | Trung tá Kỹ thuật Hàng không инженер-подполковник инженерно-авиационной службы      | Trung tá kỹ thuật Thiết giáp инженер-подполковник инженерно-танковой службы      | Trung tá Kỹ sư подполковник инженерно-технической службы              | Trung tá Hậu cần подполковник интендантской службы          | Trung tá Quân pháp подполковник юстиции          | Trung tá Hành chính подполковник административной службы       |
| Thượng tá Quân y полковник медицинской службы            | Thượng tá Thú y полковник ветеринарной службы            | Thượng tá Kỹ thuật инженер-полковник                                                 | Thuyền trưởng Kỹ thuật bậc 1 инженер-капитан 1 ранга                     | Thượng tá Kỹ thuật Pháo binh полковник артиллерийско-технической службы                | Thượng tá Kỹ sư Pháo binh инженер-полковник инженерно-артиллерийской службы        | Thượng tá Kỹ thuật Hàng không инженер-полковник инженерно-авиационной службы        | Thượng tá kỹ thuật Thiết giáp инженер-полковник инженерно-танковой службы        | Thượng tá Kỹ sư полковник инженерно-технической службы                | Thượng tá Hậu cần полковник интендантской службы            | Thượng tá Quân pháp полковник юстиции            | Thượng tá Hành chính полковник административной службы         |
| Sĩ quan cao cấp                                          |                                                          |                                                                                      |                                                                          |                                                                                        |                                                                                    |                                                                                     |                                                                                  |                                                                       |                                                             |                                                  |                                                                |
| Thiếu tướng Quân y генерал-майор медицинской службы      | Thiếu tướng Thú y генерал-майор ветеринарной службы      | Thiếu tướng Kỹ thuật Phòng thủ Duyên hải инженер-генерал-майор береговой службы      | Kỹ sư Chuẩn Đô đốc инженер-контр-адмирал                                 | Không ban hành chức vụ cao hơn                                                         | Thiếu tướng Kỹ sư Pháo binh генерал-майор инженерно-артиллерийской службы          | Thiếu tướng Kỹ thuật Hàng không генерал-майор инженерно-авиационной службы          | Thiếu tướng kỹ thuật Thiết giáp генерал-майор инженерно-танковой службы          | Thiếu tướng Kỹ sư генерал-майор инженерно-технической службы          | Thiếu tướng Hậu cần Генерал-майор интендантской службы      | Thiếu tướng Quân pháp генерал-майор юстиции      | Không ban hành chức vụ cao hơn                                 |
| Trung tướng Quân y генерал-лейтенант медицинской службы  | Trung tướng Thú y генерал-лейтенант ветеринарной службы  | Trung tướng Kỹ thuật Phòng thủ Duyên hải инженер-генерал-лейтенант береговой службы  | Kỹ sư Phó Đô đốc инженер-вице-адмирал                                    | Không ban hành chức vụ cao hơn                                                         | Trung tướng Kỹ sư Pháo binh генерал-лейтенант инженерно-артиллерийской службы      | Trung tướng Kỹ thuật Hàng không генерал-лейтенант инженерно-авиационной службы      | Trung tướng kỹ thuật Thiết giáp генерал-лейтенант инженерно-танковой службы      | Trung tướng Kỹ sư генерал-лейтенант инженерно-технической службы      | Trung tướng Hậu cần Генерал-лейтенант интендантской службы  | Trung tướng Quân pháp генерал-лейтенант юстиции  | Không ban hành chức vụ cao hơn                                 |
| Thượng tướng Quân y генерал-полковник медицинской службы | Thượng tướng Thú y генерал-полковник ветеринарной службы | Thượng tướng Kỹ thuật Phòng thủ Duyên hải инженер-генерал-полковник береговой службы | Kỹ sư Chuẩn Đô đốc инженер-адмирал                                       | Không ban hành chức vụ cao hơn                                                         | Thượng tướng Kỹ sư Pháo binh генерал-полковник инженерно-артиллерийской службы     | Thượng tướng Kỹ thuật Hàng không генерал-полковник инженерно-авиационной службы     | Thượng tướng kỹ thuật Thiết giáp генерал-полковник инженерно-танковой службы     | Thượng tướng Kỹ sư генерал-полковник инженерно-технической службы     | Thượng tướng Hậu cần Генерал-полковник интендантской службы | Thượng tướng Quân pháp генерал-полковник юстиции | Không ban hành chức vụ cao hơn                                 |

## Cận vệ Liên Xô
Theo lệnh số 38 Ủy viên Nhân dân Bộ Dân ủy Quốc phòng ngày 18/09/1941, bốn sư đoàn - 100, 127, 153 và 161 được chuyển thành các sư đoàn bộ binh cận vệ 1, 2, 3 và 4.
Theo Sắc lệnh Đoàn Chủ tịch Xô viết Tối cao Liên Xô ngày 21/5/1942 "Về việc ban hành cấp hiệu quân hàm quân nhân các đơn vị Cận vệ Hồng quân và Hồng Hải quân" từ "Cận vệ" được thêm vào trước cấp bậc quân sự các quân nhân đơn vị Hồng quân; quân nhân Cận vệ Hải quân thêm vào - "Cận vệ Thủy thủ", đối với các đơn vị kỵ binh Cận vệ Cossack - "Cận vệ Cossack".
Thực hiện các biện pháp chính trong năm 1942-1943 để cải thiện cấp bậc quân sự, quá trình thành công chiến dịch mùa đông đã đề xuất việc giới thiệu cấp hiệu đặc biệt cho các đơn vị đặc biệt xuất sắc, cận vệ. Ý định này đã không thành hiện thực mà thay vào đó, huy hiệu "Cận vệ" được ban hành.